# Empis femorata
Empis femorata är en tvåvingeart som beskrevs av Fabricius 1798. Empis femorata ingår i släktet Empis och familjen dansflugor.
Artens utbredningsområde är Tyskland. Inga underarter finns listade i Catalogue of Life.